# مرگان در فرهنگ کرمانجی
مِرگان عنوانی است که بر شکارچیان کرد خراسان اطلاق می‌شود. مِرگان یعنی مرگ‌آفرین برای شکار و نخجیر. حال ممکن است این شکار آهو یا شیر و پلنگ باشد، یا دشمنان متجاوز به ایران. برایش فرق نمی‌کند، هردو را به یک نحو شکار کرده و از پا می‌اندازد. با نگاهی به تاریخ و زندگی مرگان، در می‌یابیم که در واقع، این‌ها ایران یا به اصطلاح امروزی چریک یا پیشمرگ می‌باشند.

## خصوصیات اقلیمی و جغرافیائی خراسان
خصوصیات اقلیمی و جغرافیائی خراسان‌ ایجاب می‌کرد که کردهای محافظ خراسان، فرزندان خود را به پیشهٔ مرگانی تشویق کرده و در تربیت آنان بکوشند؛ به نحوی که تا این اواخر، در منطقه‌ای چون لاین از توابع کلات نادری، تعداد سیصد مرگان وجود داشتند. در نواحی مرزی قوچان، چون دهستان‌های اوغاز و پیچرانلو و قوشخانه و جریستان و نیز در سرحدات شمالی بجنورد نیز به همین نسبت مرگان وجود داشت که اگر از مرزهای کشور پاسداری می‌کرند. اگر پای صحبت حاج دولت نامانلوئی بنشینیم و ببینیم که به چه علّت روسیهٔ تزاری متجاوز او را به اعدام محکوم کرد و با سقوط دولت تزاری و روی کار آمدن لنین، از اعدام نجات یافت و بخاطر صغر سن، شخص لنین فرمان لغو اعدام او را صادر کرد و به ده سال زندان محکومش ساخت، اهمیّت مرگانان کرد بهتر روشن می‌شود. زیرا این نوجوان کرد در یک شب پر از برف زمستان به تنهائی به قصد گرفتن انتقام به یک پایگاه روس‌های تزاری حمله کرده و حدود سی و چهار نفر را کشته و خودش نیز از مهلکه بیرون رفته بود که چندی بعد دستگیر شد. گذراندن ده سال در زندان روسها و آن هم در شرایط انقلاب کمونیستی و جنگ‌های داخلی و خارجی که توجّهی به وضع زندانیان نمی‌شد، خود مستلزم داشتن یک روح قهرمانی است که حاج دولت نامانلوئی در مقابل آن خم به ابرو نیاورد و در زندان دشمن اظهار عجز و زبونی نکرد و همچنان سرافراز و مقاوم باقی ماند و دورهٔ دو سالهٔ زندان خویش را به پایان رسانید؛ هر چند که بعدها گرفتار حبس و تبعید رضاشاهی گردید و تا تبعید شدن رضاشاه وسیلهٔ انگلیس‌ها از ایران، نامبرده در بندعباس در تبعید بود. حاج دولت که امروز قریب صد سال دارد، می‌گوید: «روزی که انگلیسی‌ها رضاشاه را تبعید کرده و از تنگهٔ هرمز می‌گذراندند، دست بسوی پروردگار بلند کرده و گفت مایقادر منتقم و چاره نواز! سپاس می‌گویم تو را که معنای زور گفتن و زجر تبعیدی و نفی بلد را به این زورگوی قلدر فهمانیدی. و اینچنین بود که او را به تبعید بردند و ما از تبعید او به لانه و کاشانهٔ خویش باز گشتیم.» 

## سرزمین خراسان سال‌ها در آتش ناامنی و قتل و غارت
با نگاهی به تاریخ پر ماجرای ایران و خراسان و زندگی مردان و زنان حمله آفرین، در می‌یابیم که مرزهای شمالی خراسان در تمام ادوار تاریخ نا آرامترین و پرحادثه‌ترین مرزهای کشور بوده‌است. زیرا چه در دورهٔ اساطیری ایران بنابه گفتهٔ فردوسی، مورد تجاوز بیگانگان بوده، یا در دوران تاریخ مدون نیز از هیچ گونه آرامشی برخوردار نبوده‌است. بیشتر جنگ‌های این قسمت از ایران در نواحی سرخس و ابیورد و کلات و چرم و نسا و درونگر (درگز امروزی) رویداده است.
پس از سقوط سلسلهٔ ساسانیان و بی دفاع بودن مرزهای شمالی، به ویژه پس از حکومت امرای سامانی، همواره خراسان مورد تاخت و تاز اقوام غارتگر و نیمه وحشی چون سلجوقیان، غزها و ازبک‌ها گردید. به ویژه در حملهٔ ترکان غز، آنچنان غارتو ویران شد و مردم آن قتل عام گردیدند که سوز دل انوری ابیوردی شرح حال زبان مردم این خطه است که تحت عنوان نامهٔ اهل خراسان چنین سروده شده‌است:-
به سمرقند اگر بگذری ای باد سحر
نامهٔ اهل خراسان به بر خاقان بر
نامه‌ای مطلع آن رنج تن و آفت جان
نامه‌ای مقطع آن درد دل و خون جگر
خبرت هست کزین زیر و زبر شوم غزان
نیست یک پی ز خراسان که نشد زیر و زبر؟…
سرزمین خراسان سال‌ها در آتش ناامنی و قتل و غارت و اسارت یغماگران می‌سوخت و زنان و کودکان به اسارت و بیگاری واداشته می‌شدند. هنوز فتنهٔ غزان خون آشام فراموش نشده بود که حملهٔ چنگیزخان مغول خون آشام درّندهٔ تاریخ از مرزهای خراسان آغاز گردید و شهرهای این دیار همچون مرو و نیشابور و قوچان و…یکی بعد از دیگری ویران و نابود شدند و مردان از دم تیغ گذشتند و…

## ضعف دولت صفوی
دو قرن پس از این بدبختی، بلای دیگری بنام یورش تیمورلنگ خونخوار و پس از آن حملات ازبک‌ها شروع شد. در حملات سیبک خان ازبک و عبیداللّه خان ازبک، خراسان چنان دچار ویرانی و خرابی شد که در شهرهایی چون مشهد آثاری برجای نماند و مردم آن قتل عام شدند. چنان که در مورد این فاجعه، یکی از شعرا گفته‌است:
هنوز اگر بفشارند خاک مشهد را
سفینه از شط خون تا به کربلا برود.
ازبکان این بار از ضعف دولت صفوی استفاده کردند و به ایلات دامغان و سمنان و یزد دست‌اندازی کرده، بسوی کاشان پیشروی کردند و در یکی از حملات که اسرا و غنایم بسیار از آران و بیدگل کاشان به یغما برده بودند و باز می‌گشتند، با دلاوران کرد مواجه شدند.
شاه عباس در این زمان قریب پنجاه هزار خانوار کرد را از آذربایجان به منطقهٔ خوار و ورامین در شرق تهران کوچانیده بود و سه سال بود که کردها در این دیار می‌زیستند و در اینجا بود که از حملهٔ ازبکان به کاشان اطلاع یافته، چون مرگانان مرگ‌آفرین بر سر آنان فرود آمده و راه را برآن ستم پیشگان بسته، همگی را از دم تیغ گذرانیده، اسرای کاشان را آزاد و اموالشان را به آن‌ها بازگرداندند و سپس در تعقیب ازبکان بسوی خراسان پیشروی کردند. شاه عباس نیز با استفاده از این موقعیت، بسوی خراسان حرکت کرد.
کردها که مهمّترین ستون ارتش ایران را تشکیل می‌دادند، قدم به قدم خاک ایران را از لوث وجود غارتگران پاکسازی نموده، به پیشروی خویش ادامه دادند؛ آنچنان که در رمضان سال 1006 قمری خود را به مشهد رسانیده، در ساحل رودخانهٔ توس، لشکرگاه برافراشتند و بدنبال آن تا مرزهای شرقی کشور پیشرفته، نواحی هرات و بلخ را نیز آزاد ساختند.
در جریان‌های خونین این حوادث، شاه عباس‌ نیک دریافت که هیچ نیرویی غیر از مرد مغیور و سلحشور کرد قادر به حفاظت از مرزهای ناآرام خراسان یا بهتر بگوئیم از این دیوار شکستهٔ ایران نمی‌باشد. از این رو کردها را که اینک کرمانج نامیده می‌شوند، به عنوان سپر بلای ایران درشمال خراسان و در دم شمشیر تیز و برندهٔ دشمن قرارداد و کردها به بهائی هر چند گرانتر و طاقت فرساتر، با ازدست دادن جان و مال و ایل و تبار و عزیزان خود، از این بوتهٔ آزمایش نیز سربلند و پیروز بیرون آمده، شهامت و شجاعت و استقامت خویش را در سینهٔ تاریخ به ثبت رسانیدند تا خواهران و برادران هم مهین آنان دور از تیر بلای حوادث، در سلامت و رفاه به سر برند.

## شعر مرگان
لۆ مه‌رگانۆ، لۆ مه‌رگانۆ
خرلی دایه ناڤ پیلانۆ
که‌مین کرییه له مه‌رزانۆ
سه‌وا جانی دوشمه‌نانۆ
الا ای مرگان، الا ای مرگانی که
تفنگ دوشاخ را به کتف انداخته‌ای
در کوهستان‌های مرزی کمین کرده‌ای
برای گرفتن جان دشمنان(متجاوز به ایران)